# Agua Cabeza de León
Agua Cabeza de León är en ort i Mexiko.   Den ligger i kommunen Huautla de Jiménez och delstaten Oaxaca, i den sydöstra delen av landet, 280 km sydost om huvudstaden Mexico City. Agua Cabeza de León ligger 1 647 meter över havet och antalet invånare är 187.
Terrängen runt Agua Cabeza de León är kuperad norrut, men söderut är den bergig. Runt Agua Cabeza de León är det ganska tätbefolkat, med 75 invånare per kvadratkilometer. Närmaste större samhälle är Huautla de Jiménez, 2,8 km nordost om Agua Cabeza de León. I omgivningarna runt Agua Cabeza de León växer i huvudsak städsegrön lövskog.